# Espagnol colombien
L'espagnol colombien (espagnol : español colombiano) est la variante de l'espagnol employée en Colombie. 99 % des Colombiens parlent l'espagnol, sur une population de plus de 50 millions d'habitants (chiffres de 2015).
Le terme a plus de pertinence géographique que linguistique, car les dialectes parlés dans les différentes régions de Colombie sont aussi divers que variés. Les dialectes des régions côtières ont tendance à présenter des innovations phonologiques typiques de l'espagnol des Caraïbes (es), tandis que les variétés des hauts plateaux sont historiquement plus conservatrices. L'espagnol est co-officiel dans les territoires des groupes ethniques ayant leurs propres langues et dialectes, et l'éducation y est bilingue. Une dizaine de variantes de l’espagnol sont parlées dans le pays, reflétant les influences géographiques et historiques, telles que la colonisation espagnole, les interactions avec les langues indigènes et africaines, ainsi que l’isolement ou l’intégration régionale.
À Bogota, le centre du pays, le parler diffère notablement de celui de Medellin à l’ouest des Andes, de Cartagena sur la côte caribéenne, ou de Cali dans la région du Pacifique. Sur la côte, l’influence africaine est perceptible dans le lexique, alors que dans les régions centrales, les mots d’origine indigène sont plus fréquents. De même, l’usage du ‘tú’ et du ‘vos’ varie selon les préférences informelles des locuteurs.
Par exemple, des mots d’origine africaine comme banano, biche et ñame sont courants sur la côte, tandis que dans les régions centrales comme Tolima, Boyacá et Cundinamarca, on trouve des termes issus des langues muisca et quechua tels que changua, chingue, cubio, cancha, chocolo, chontaduro, minga et ñapa.
Ces dialectes se subdivisent en sous-dialectes. Sur la côte caraïbe, on distingue les dialectes Cartagenero, Samario, Guajiro et Interior costeño, tandis que la côte pacifique présente des variantes nord et sud. Les dialectes andins incluent les variantes Antioqueño-caldense (paisa), Nariñense-caucano, Tolimense-huilense, Cundiboyacense et Santandereano, chacun caractérisé par un vocabulaire et une intonation uniques. Ainsi, les Paisas sont connus pour leur accent mélodique, tandis que les Santanderanos sont réputés pour une élocution plus véhémente.
L'Academia Colombiana de la Lengua (es) est la plus ancienne académie de la langue après l'Académie royale espagnole, puisqu'elle est fondée en 1871. 
Bien que cela fasse l'objet d'un débat entre les spécialistes, certains critiques affirment que El desierto prodigioso y prodigio del desierto (es), écrit dans le royaume de Nouvelle-Grenade (correspondant aux actuels Colombie et Vénézuela) au XVIIe siècle par Pedro de Solís y Valenzuela (es), est le premier roman moderne de l'Amérique hispanique.